# راکسبری (نیویورک)
راکسبری، نیویورک (به انگلیسی: Roxbury, New York) یک شهرک در ایالات متحده آمریکا است که در شهرستان دلاویر، نیویورک واقع شده‌است.

## خصوصیات
راکسبری ۲۲۶٫۹ کیلومترمربع مساحت و ۲٬۵۰۲ نفر جمعیت دارد و ۴۵۹ متر بالاتر از سطح دریا واقع شده‌است.